# Science Parks of Wallonia
Science Parks of Wallonia (abrégés SPoW) se réfère à une appellation constituée en 2002 destinée à regrouper les différents parcs scientifiques et technologiques présents sur le territoire de la Région wallonne. Le but recherché est de faciliter l'accueil et l'installation d'entreprises wallonnes ou étrangères ayant recours aux hautes technologies et à la recherche scientifique.
Au 24 août 2019, 7 parcs scientifiques utilisent l'appellation SPoW dont trois qui sont situés à proximité des pôles académiques wallons de Gembloux, de Liège et de Louvain-la-Neuve. Ceux-ci visent à dynamiser la compétitivité de la région et à valoriser les produits de l'innovation issus des relations entre les entreprises, les centres de recherche et les universités.
Cumulant 600 hectares, les sept parcs scientifiques accueillent près de 670 entreprises (dont 80 spin-offs) pour environ 15 300 emplois.
Même s'il existe des secteurs transversaux parmi les parcs scientifiques, chacun se distingue toutefois par une emphase sur un ou plusieurs secteurs particuliers : la chimie à Louvain-la-Neuve, l'industrie spatiale à Liège, l'aéronautique à l'Aéropôle, etc.

## Membres du réseau
Le réseau est composé de sept membres répartis sur l'entièreté du territoire wallon :
| Nom                           | Localisation           | Province       | Date d'ouverture, | Nombre d'entreprises | Superficie | Gestionnaire      |
| ----------------------------- | ---------------------- | -------------- | ----------------- | -------------------- | ---------- | ----------------- |
| Louvain-la-Neuve Science Park | Louvain-la-Neuve       | Brabant wallon | 1971              | 200                  | 231 ha     | UCLouvain/in BW   |
| Liège Science Park            | Liège                  | Liège          | 1981              | 80                   | 93 ha      | ULiège/SPI        |
| Créalys                       | Gembloux               | Namur          | 1988              | 115                  | 110 ha     | Province de Namur |
| Aéropôle                      | Gosselies              | Hainaut        | 1991              |                      | 121 ha     | IGRETEC           |
| Initialis                     | Mons                   | Hainaut        | 1996              |                      | 25 ha      | Mons              |
| Qualitis                      | Enghien                | Hainaut        | 2002              |                      | 25 ha      | IDETA             |
| Novalis                       | Aye, Marche-en-Famenne | Luxembourg     | 2013              | 6                    | 13 ha      | IDELUX            |

| \| Louvain-la-Neuve Liège Créalys Aéropôle Initialis Qualitis Novalis \| Localisation des parcs scientifiques membres de l'association. |
| Louvain-la-Neuve Liège Créalys Aéropôle Initialis Qualitis Novalis                                                                      |

## Article annexe
- BioLiège
- Sart-Tilman
- Initialis
- Ypres Business Park